# Chiasso

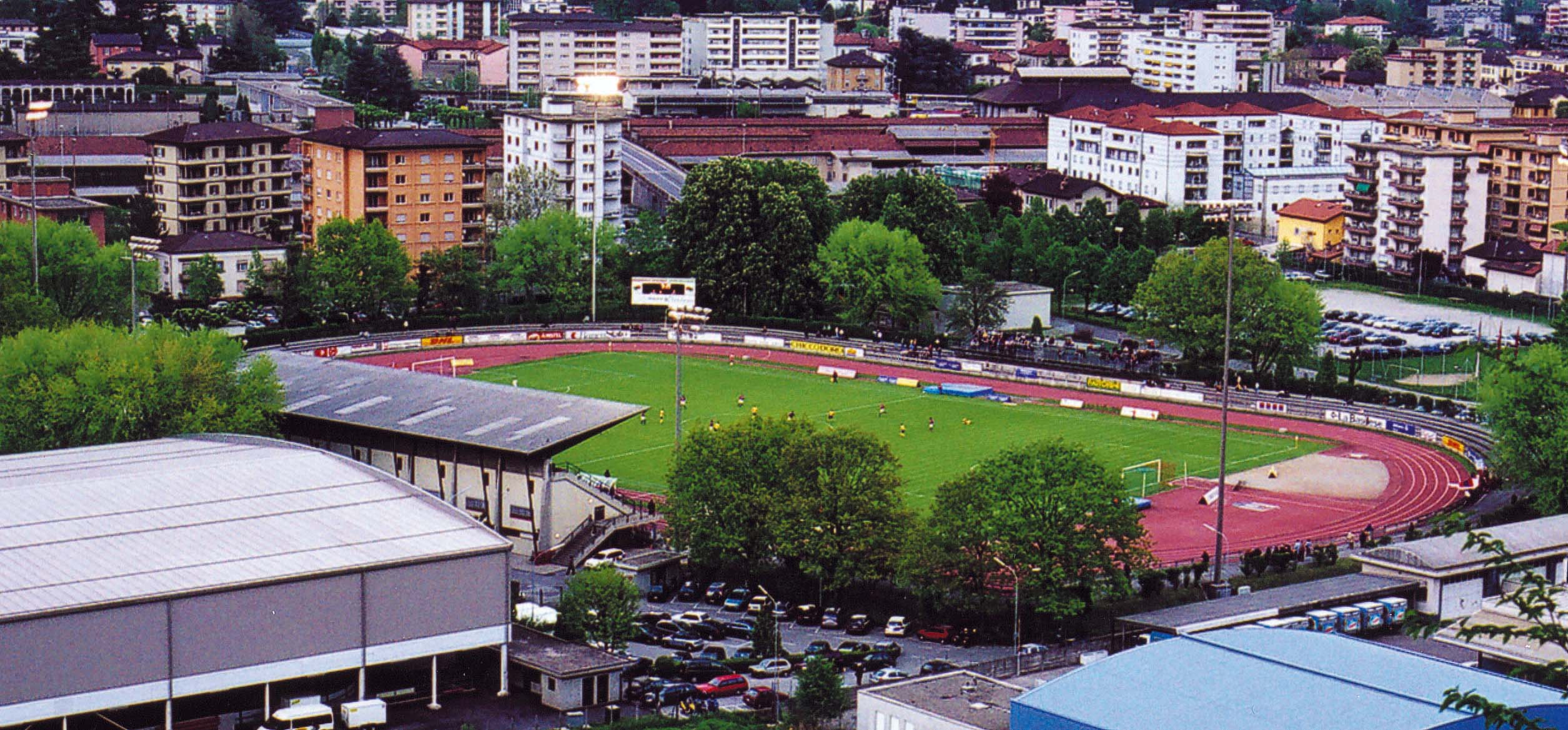
Stadion Chiasso

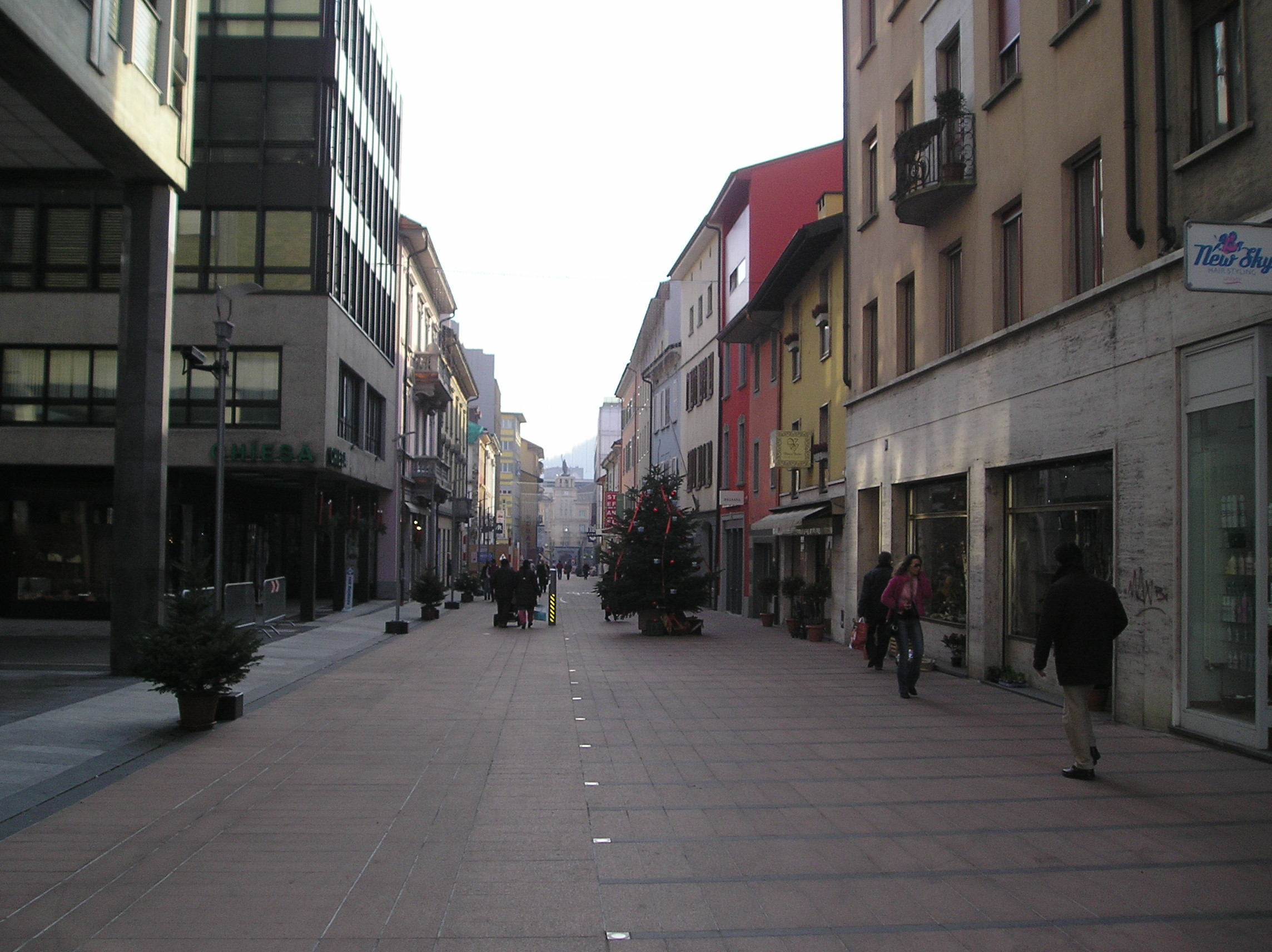
Stadt Chiasso

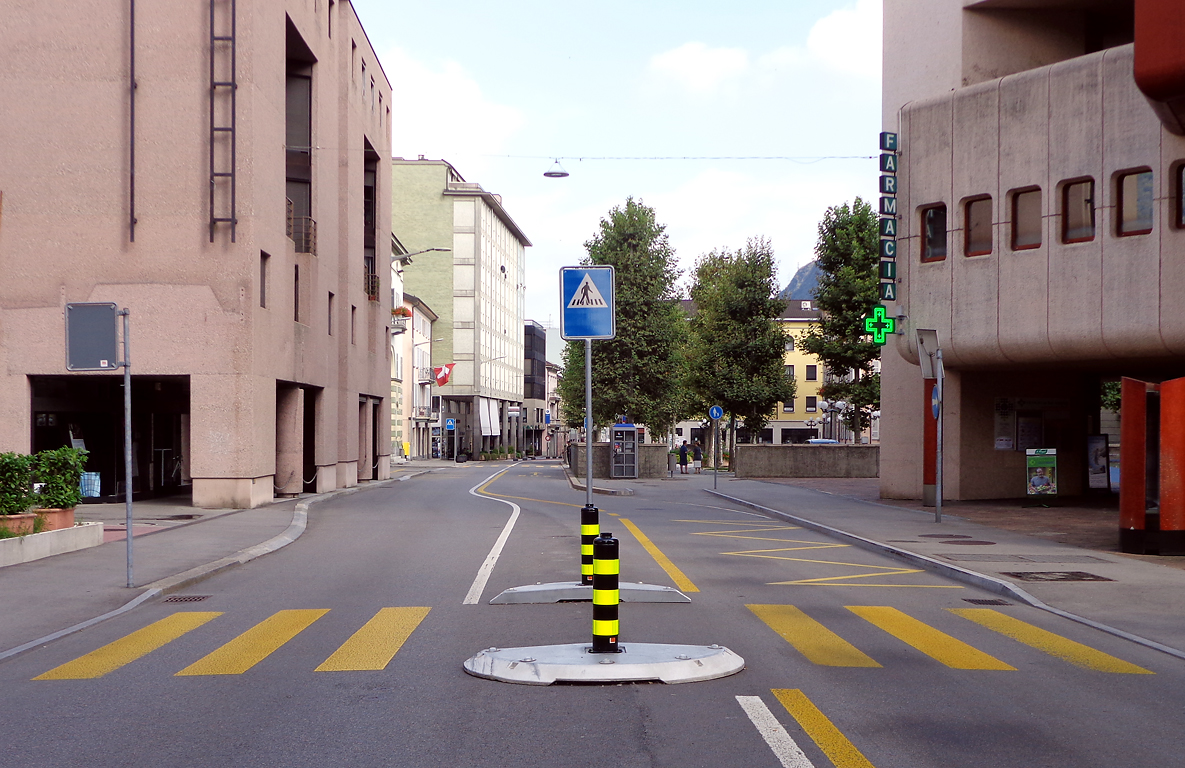
Zebrastreifen in Chiasso

Chiasso [ˈkjasːo] (anhörenⓘ, lombardisch Ciass, deutsch veraltet Pias) ist eine politische Gemeinde im Kreis Balerna und eine Kleinstadt im Bezirk Mendrisio des Kantons Tessin in der Schweiz, unmittelbar an der Grenze zu Italien.

## Geographie
Die Gemeinde im Sottoceneri hat rund 7500 Einwohner und liegt im Mendrisiotto südöstlich von Mendrisio zwischen dem Luganersee und dem Comer See direkt an der Grenze zu Italien.
Der Ort Pedrinate, eine früher selbstständige Gemeinde, die seit 1976 zu Chiasso gehört, bildet mit dem Grenzstein 75B den südlichsten Punkt der Schweiz. Damit ist Chiasso die südlichste Schweizer Gemeinde.
Die Nachbargemeinden sind im Norden Balerna, Morbio Inferiore, Vacallo, im Nordosten Maslianico (IT-CO), im Südosten Como (IT-CO), im Süden San Fermo della Battaglia (IT-CO) und im Westen Novazzano.

## Geschichte

Chiasso; Luftbild von Werner Friedli (Fotograf) (1946)

Dito (1962)

1140 wurde Chiasso erstmals als Claso erwähnt. Im Laufe des 19. Jahrhunderts (1874) wurde Chiasso, ursprünglich ein Vorort des italienischen Nachbarn Como, dank der Eisenbahn mit seinem Grenzbahnhof und Rangierbahnhof zu einem wichtigen Grenzort. Durch die Eisenbahn erlebte Chiasso einen wirtschaftlichen Aufschwung, und die Bevölkerung nahm rapide zu.
Nachdem die Grenzbahnhöfe an Bedeutung verloren hatten, wanderten viele Einwohner in die Nachbargemeinden Richtung Norden, wo Arbeitsplätze im tertiären Sektor vorhanden sind. So verzeichnete Chiasso seit 1970 (damals 8868 Einwohner) einen Bevölkerungsrückgang. Aus einem seit August 1994 bestehenden Forschungszentrum für sogenannte Grätzel-Zellen entwickelte sich ab 1999 ein kommerzieller Hersteller für monokristalline Solarzellen und Solarmodule. Die Nähe zum sonnenreichen Italien beschert dem Ort heute wieder eine solide Exportperspektive.
Im September 1976 löste sich nach langem Regenwetter oberhalb des Gaswerks ein Erdrutsch, welcher einen der drei Propangas-Behälter beschädigte (es gab zwar auf der gegenüberliegenden Seite eine Brandschutzwand, an einen Erdrutsch war bei den Sicherungsmassnahmen nicht gedacht worden). Nach einer gewissen Zeit löste ein durchfahrendes Motorrad durch kleine Motor-Funken eine Explosion der ausgeströmten Gaswolke aus. Die beiden anderen Behälter wurden danach durch die Feuerwehr gekühlt, circa 2000 Personen in der Umgebung evakuiert. Trotz Kühlung leckte auch der zweite Behälter auf Dauer, wobei ein zweiter Gaswolken-Brand entstand. Zwei Ammoniak-Behälter im Keller der nahegelegenen Frisco-Fabrik blieben unversehrt.
Am 25. November 2007 scheiterte eine Fusionsvorlage in den Gemeinden Chiasso, Morbio Inferiore und Vacallo.

## Bevölkerung
Einwohnerzahlen: Volkszählungsdaten

## Sehenswürdigkeiten
Das Stadtbild ist im Inventar der schützenswerten Ortsbilder der Schweiz (ISOS) als schützenswertes Ortsbild der Schweiz von nationaler Bedeutung eingestuft.
- Pfarrkirche San Vitale[10]
- Gemeindehaus
- Palast Molteni[10]
- ehemaliger Kindergarten (Gemeindepolizei)[10]
- Palast Corecco[10]
- Bahnhof Chiasso FFS[10]
- Magazzini Generali, Architekten: Robert Maillart, Ettore Brenni[10]
- ehemaliges Hotel Felix[10]
- Oratorium Madonna di Fatima[10]
- Palast City[10]
- Palast Camponovo, Architekt: Otto Glaus[10]
- Palast Pedroni, Architekt: Gianfranco Butti[10]
- Torretta Pedroli[10]
- Palast Chiesa[10]
- Palast Lovati[10]
- Cinema Teatro, Architekt: Americo Marazzi[10]
- Villino Sala, Architekt: Giuseppe Angelo Savi[10]
- Im Ortsteil Boffalora, Oratorium Sant’Anna[10]
- Im Ortsteil Pedrinate, Pfarrkirche Santa Croce[10]
- Oratorium Santo Stefano  Colle[10]
- Faktorei[10]
- Kirche Santa Teresa im Ortsteil Seseglio[10]

## Kultur
- Im Jahr 1833 wurde der Musikverlag Euterpe ticinese gegründet, er veröffentlichte Musikpartituren bis 1864[11]
- Circolo Cultura, Insieme[12]
- Circolo delle Arti[13]
- Galleria Fotografia Oltre[14]
- Musica Cittadina Chiasso[15]
- Jazz Matinée[16]
- Amici del Cinema Teatro di Chiasso[17][18]
- Associazione amici del m.a.x. museo[19]

Museen, Galerie, Stiftung
- 2005 wurde das m.a.x Museum eröffnet. Es wurde von Aoi Huber-Kono, der Witwe des Grafikers Max Huber, in Auftrag gegeben und nach den Plänen der Architekten Pia Durisch und Aldo Nolli realisiert[20][21]
- Das 1935 vom Architekten Americo Marazzi erbaute Cinema Teatro wurde total renoviert und 2001 wieder eröffnet (Filmvorführungen, Theater, Musik, Tanz)
- Spazio Officina[22][23]
- Galleria Mosaico[24]
- Folini Arte Contemporanea[25]
- Galleria ConsArc[26]
- Galleria Fotografia Oltre[27]
- Die Stiftung Pro Marignano[28]

Festivals
In Chiasso werden verschiedene Festivals veranstaltet. Seit 1989 Chiassodanza (Tanzfestival), seit 1991 Festate (Festival der Weltmusik) und seit 1997 Festival di cultura e musica jazz (Jazzfestival).

## Wirtschaft
1951 wurde in Chiasso die Edelmetallschmelze Argor SA gegründet. 1988 wurde deren Sitz nach Mendrisio verlegt.

## Verkehr

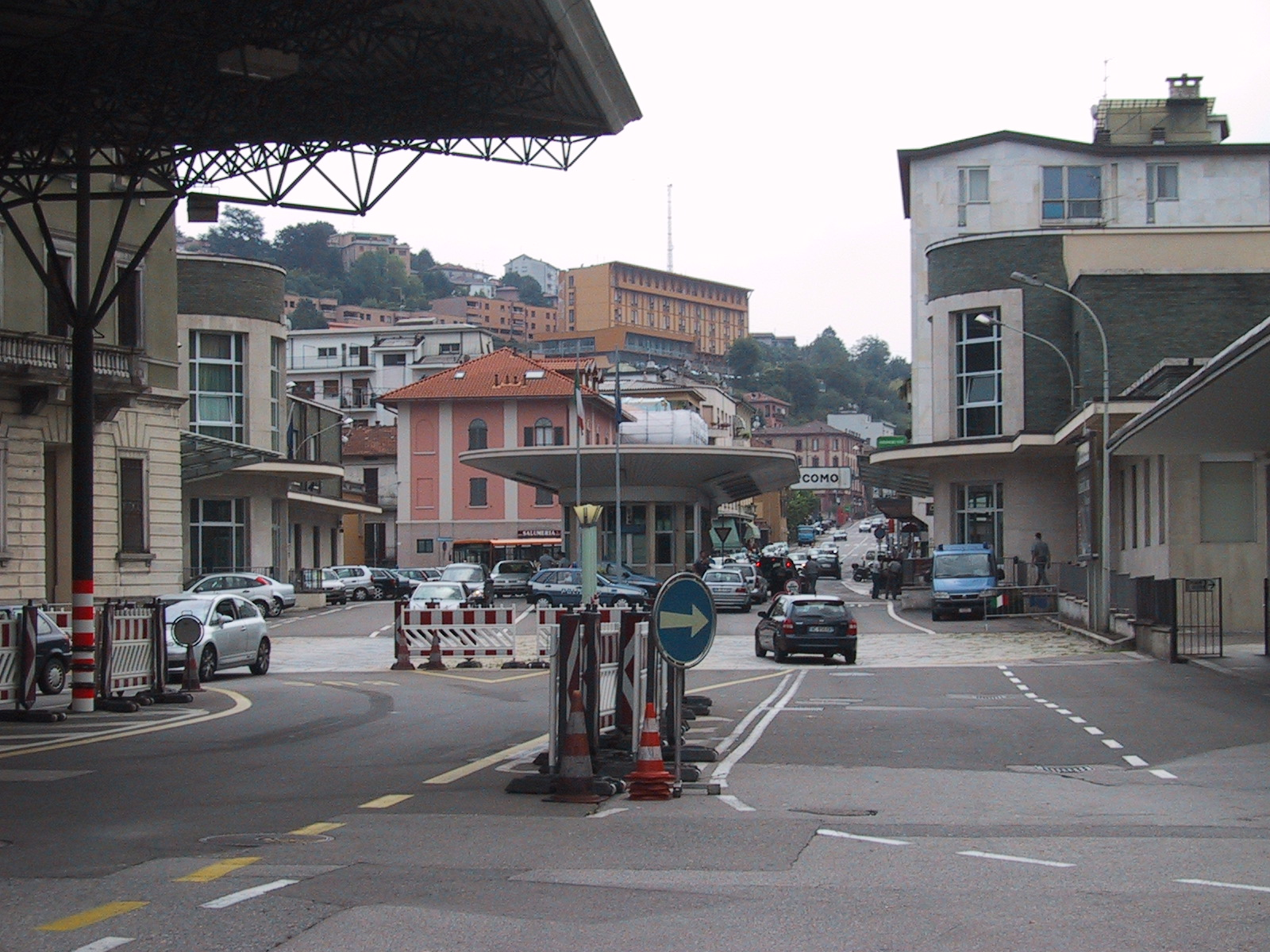
Zoll von Chiasso nach Italien

- Da Chiasso unmittelbar an der Grenze zu Italien liegt, ist der Transit- und Zollverkehr von grosser Bedeutung. Hier geht die Schweizer Autobahn A2 (Basel-Luzern-Gotthard-Lugano-Chiasso) in die italienische A9 Autostrada dei Laghi Richtung Mailand über, das in weniger als 45 Minuten erreicht werden kann.
- Am Bahnhof Chiasso wird die 1882 eingeweihte Gotthardbahn als Strecke nach Mailand fortgesetzt.

## Bildung
- Centro di Formazione Internazionale Il Gabbiano Jonathan[30]

## Sport
- Football Club Chiasso[31]
- Football Club Insubrica[32]

## Bilder

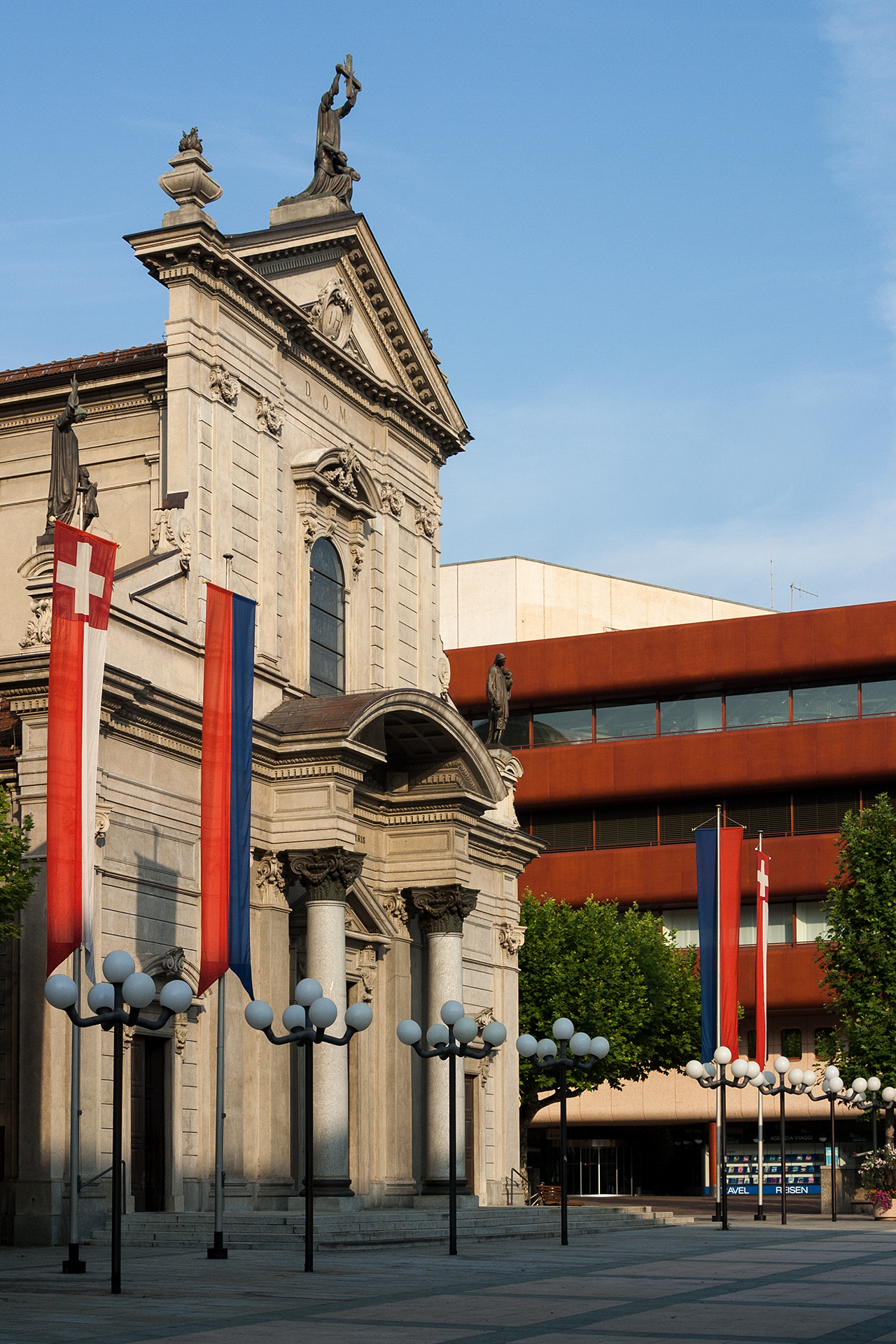
Chiasso, Chiesa di San Vitale
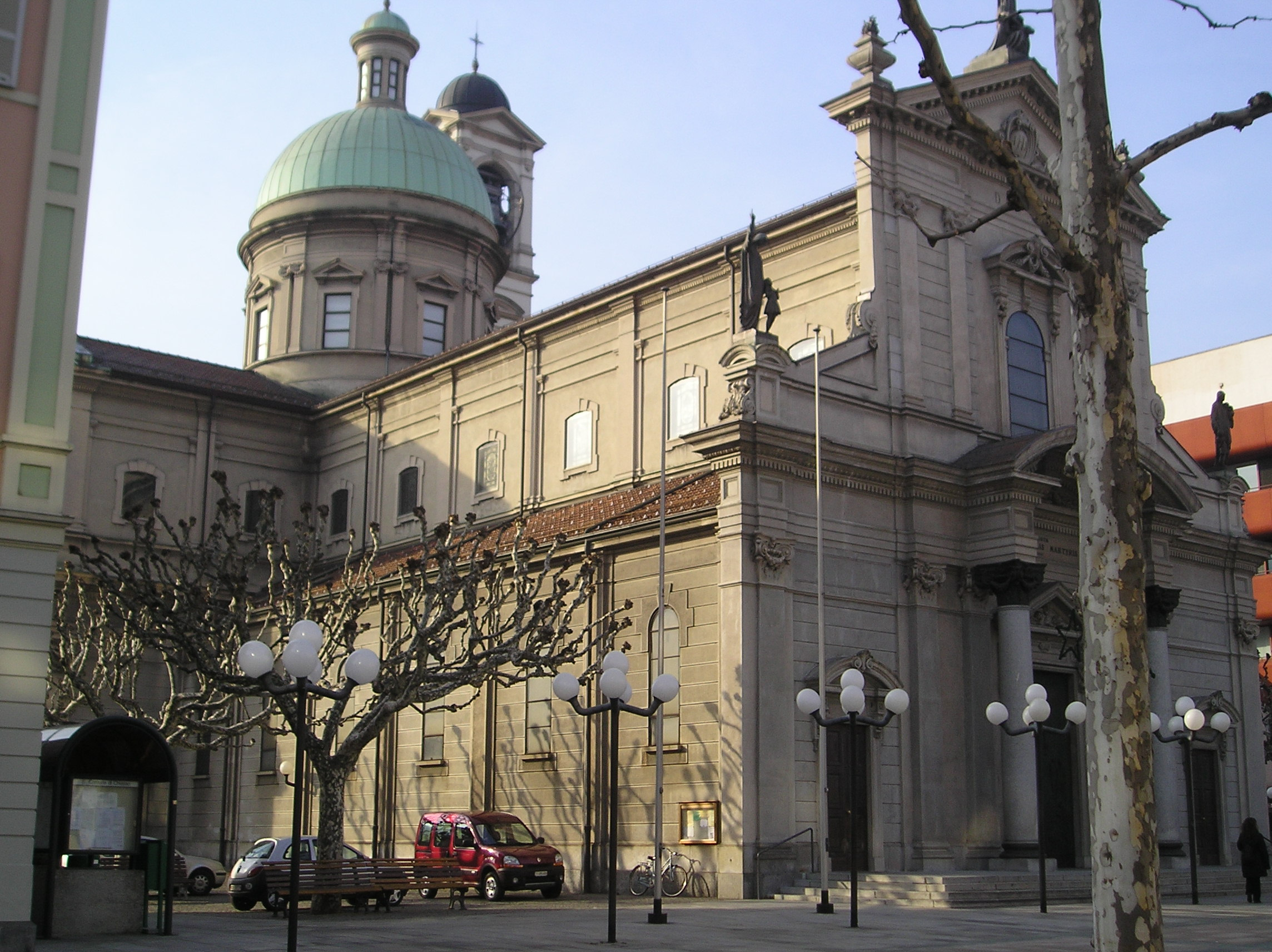
Chiasso, Ansicht der Chiesa di San Vitale
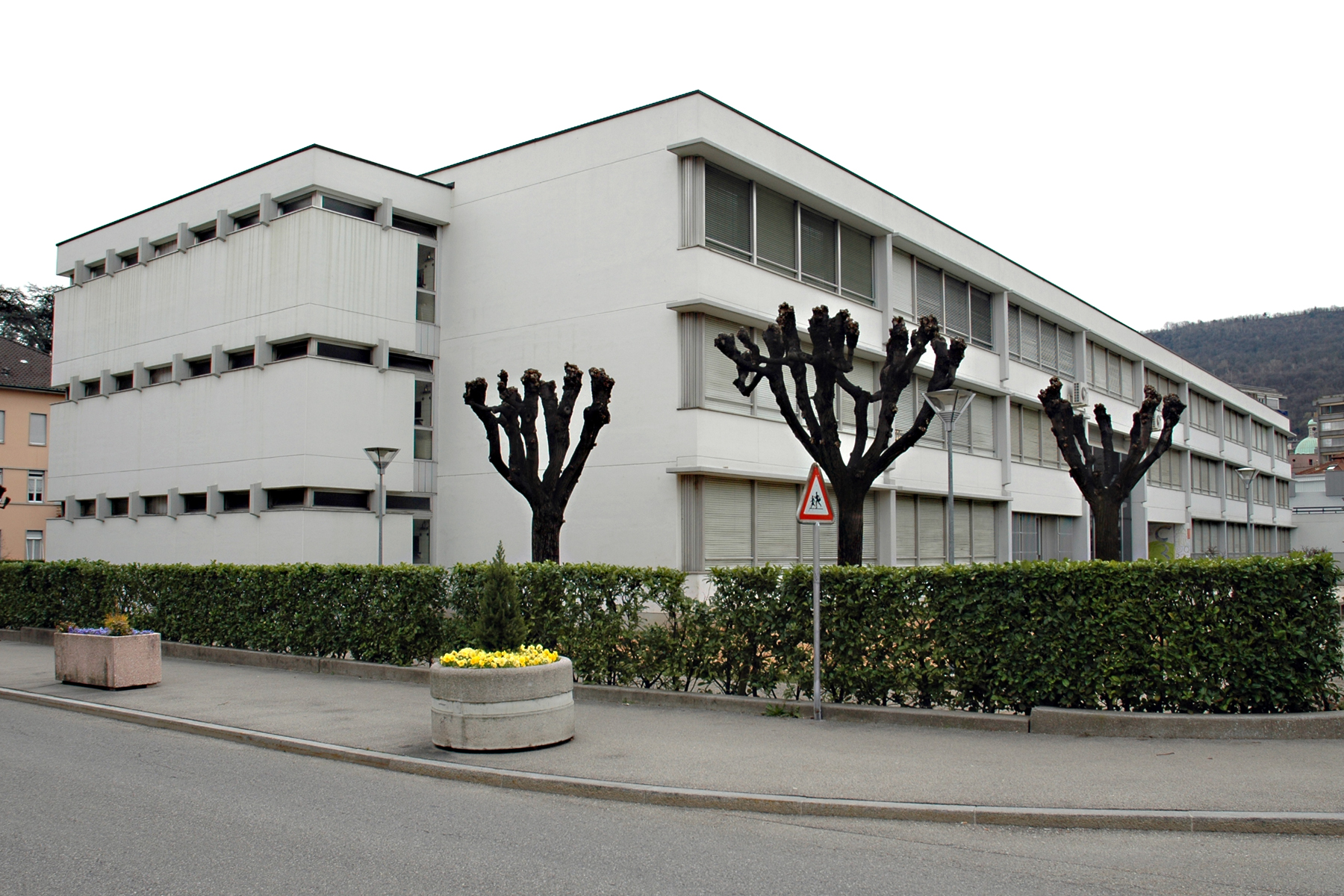
Chiasso, Schulhaus
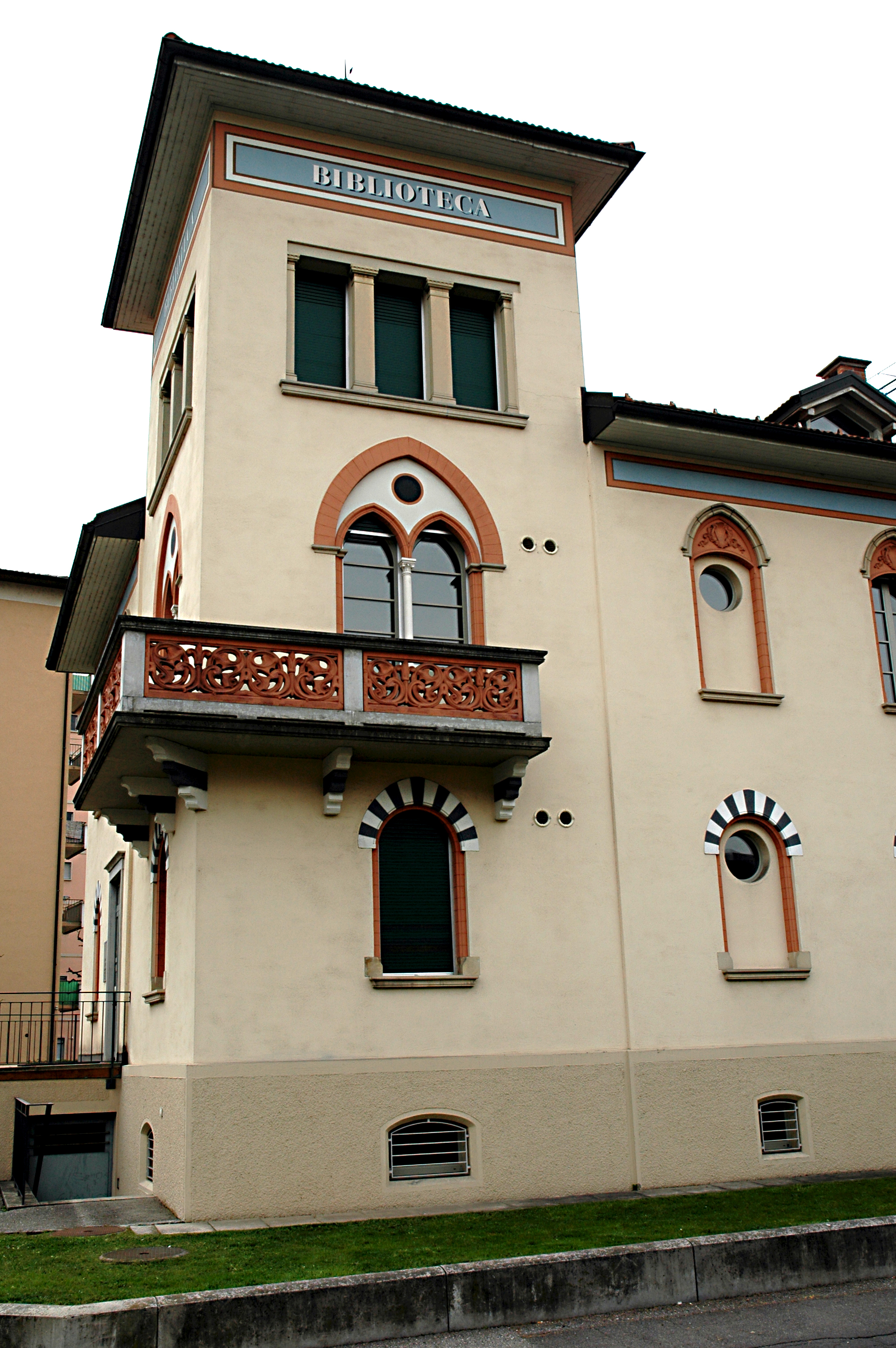
Chiasso, Gemeindebibliothek
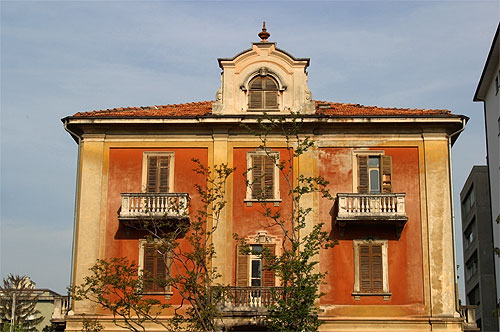
Chiasso, ein historisches Gebäude im Zentrum